# Чемпіонат Санкт-Петербурга з шахів
Чемпіонат Санкт-Петербурга з шахів — щорічний шаховий турнір. Нині організаторами чемпіонату є Комітет з фізичної культури й спорту Санкт-Петербурга, ГУ «Центр з підготовки збірних команд Санкт-Петербурга» і Санкт-Петербурзька шахова федерація. Є відбірковим турніром до вищої ліги чемпіонату Росії.

## Історія

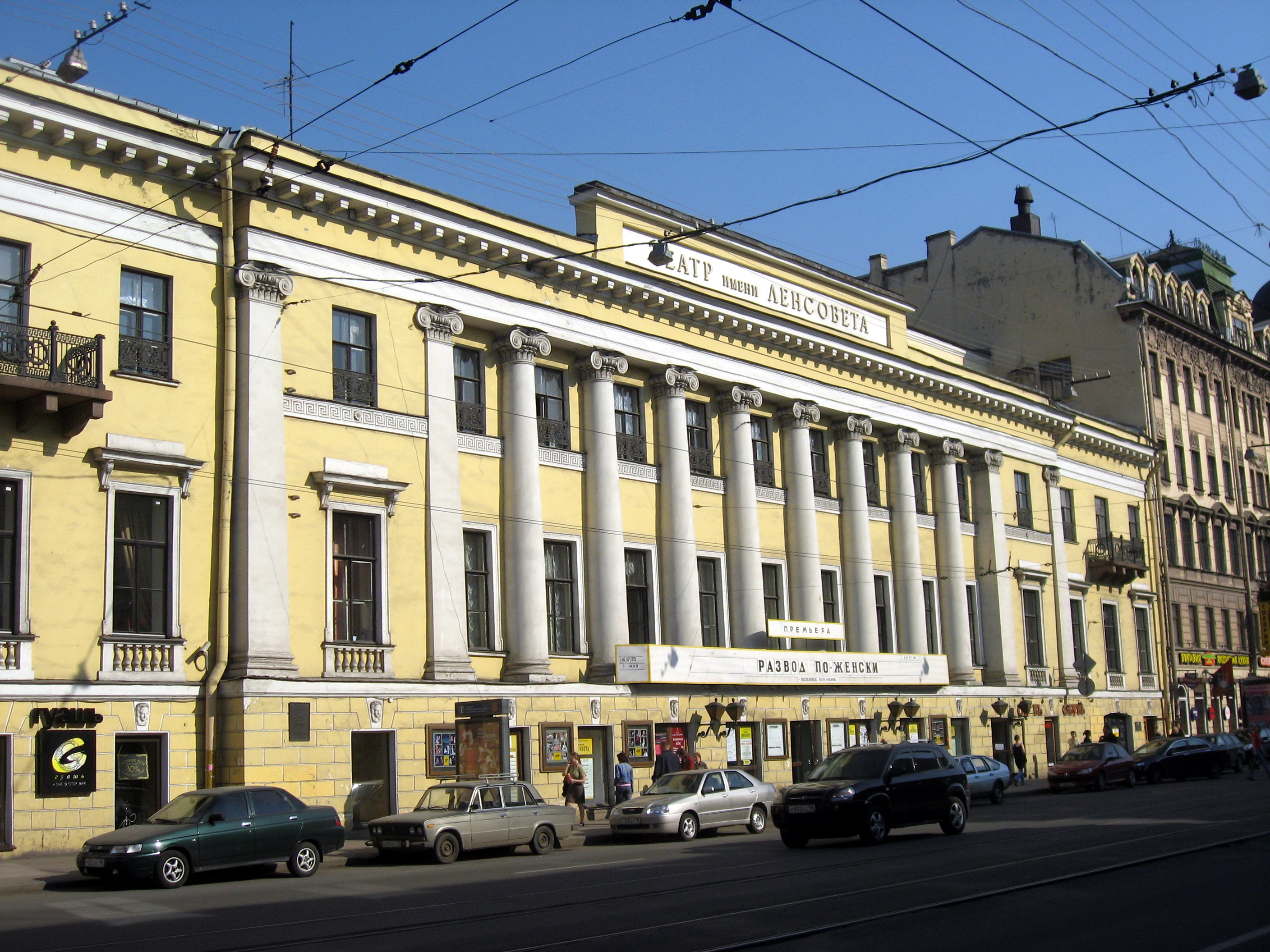
Місце проведення перших міських чемпіонатів

До революції чемпіонати Санкт-Петербурга офіційно не проводились. Найсильніших шахістів міста визначали в невеликих турнірах або матчах. Найперший офіційний чемпіонат, проведений Петроградським шаховим зібранням, відбувся 1920 року в будівлі по проспекту Нахімсона, буд. 12. Переможцем став викладач математики Ілля Рабінович. Спочатку для участі в турнірі надсилали персональні запрошення, а потім проводили відбіркові змагання. Починаючи від 1943 року чемпіонати проходять щорічно (крім 1951 року). П'ять разів чемпіонами ставали Марк Тайманов (1948, 1950, 1952, 1961, 1973) і Андрій Лукін (1972, 1978, 1981, 1983, 1988), чотири рази Марк Цейтлін (1970, 1975, 1976, 1978).

## Чемпіонати Петрограда від 1920 до 1923
| № | Рік  | Чемпіон           | Результат        | Система турніру |
| - | ---- | ----------------- | ---------------- | --------------- |
| 1 | 1920 | Ілля Рабінович    | 10 із 11 (+ − =) | кругова         |
| 2 | 1922 | Григорій Левенфіш | 9 із 11 (+ − =)  | кругова         |

## Чемпіонати Ленінграда від 1924 до 1991

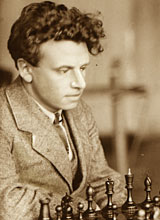
Олександр Ільїн-Женевський

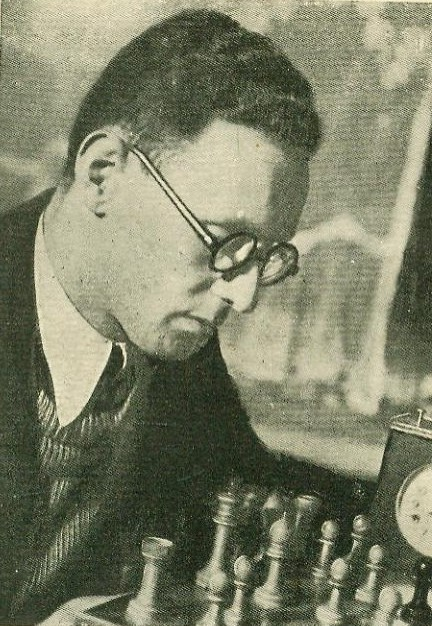
Михайло Ботвинник

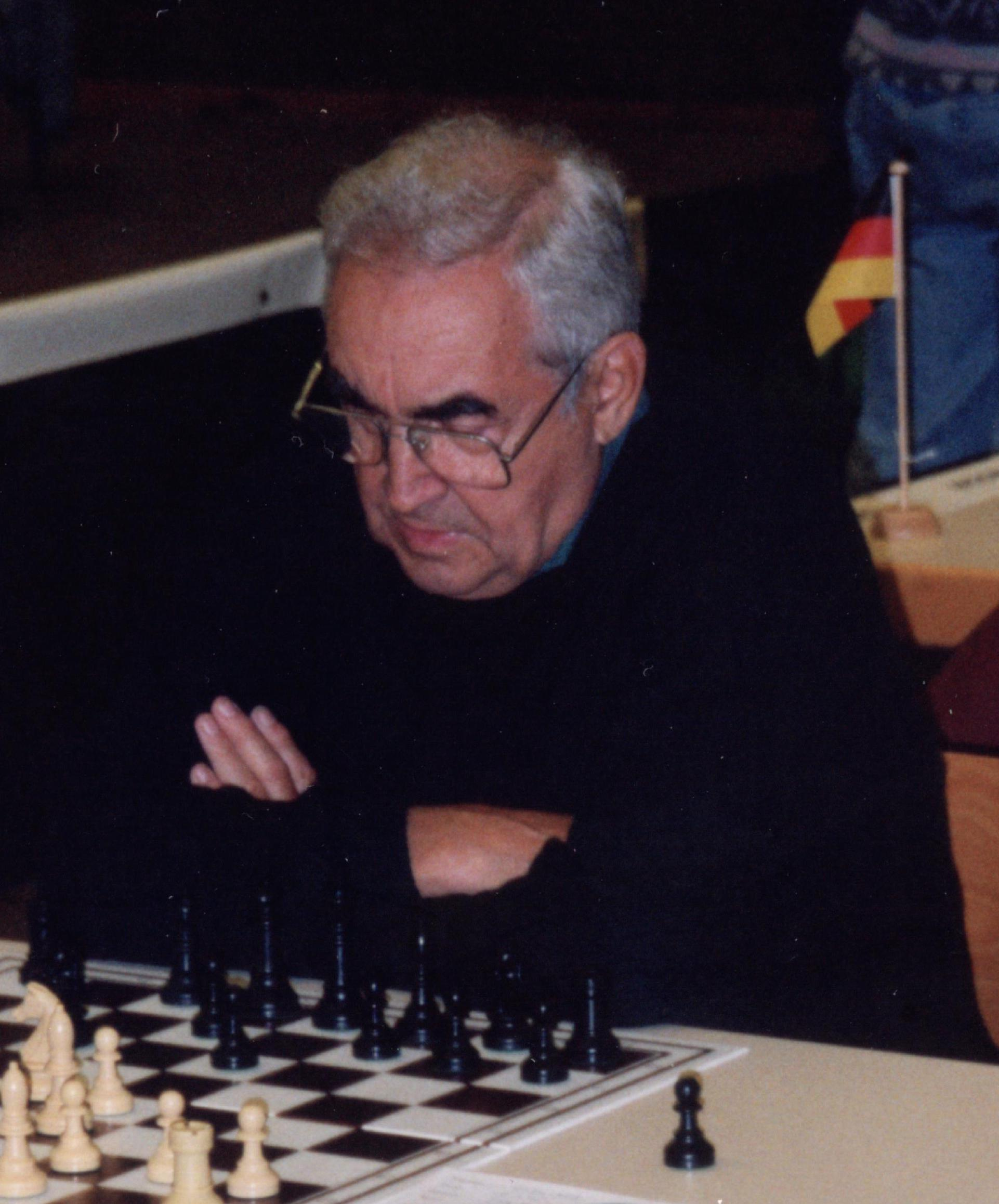
Марк Тайманов

- Жирним шрифтом виділений чемпіон, який переміг у додатковому матчі (матч-турнірі).

| №  | Рік     | Чемпіон(и)                                                                     | Результат                                                    | Система турніру |
| -- | ------- | ------------------------------------------------------------------------------ | ------------------------------------------------------------ | --------------- |
| 3  | 1924    | Григорій Левенфіш                                                              | 8½ із 10                                                     | кругова         |
| 4  | 1925    | Олександр Ільїн-Женевський Григорій Левенфіш Ілля Рабінович Петро Романовський | 8½ з 11 8½ з 11 8½ з 11                                      | кругова         |
| 5  | 1926    | Олександр Ільїн-Женевський                                                     | 7½ з 9                                                       | кругова         |
| 6  | 1928    | Ілля Рабінович                                                                 | 12½ з 15                                                     | кругова         |
| 7  | 1929    | Олександр Ільїн-Женевський                                                     | 5½ з 7                                                       | кругова         |
| 8  | 1930/31 | Михайло Ботвинник                                                              | 14 із 17                                                     | кругова         |
| 9  | 1932    | Михайло Ботвинник                                                              | 10 із 11 (+9 −0 =2)                                          | кругова         |
| 10 | 1933/34 | Володимир Алаторцев Георгій Лісіцин                                            | 11 із 15 11 із 15                                            | кругова         |
| 11 | 1936    | В'ячеслав Рагозін                                                              | 10 із 14                                                     | кругова         |
| 12 | 1937    | Дмитро Ровнер Олександр Толуш Віталій Чеховер                                  | 10 із 15 10 із 15                                            | кругова         |
| 13 | 1938    | Олександр Толуш                                                                | 10½ із 13                                                    | кругова         |
| 14 | 1939    | Георгій Лісіцин                                                                | 10 із 15                                                     | кругова         |
| 15 | 1940    | Ілля Рабінович                                                                 | 12 із 16                                                     | кругова         |
| 16 | 1941    | Не закінчений                                                                  |                                                              | кругова         |
| 17 | 1943    | Федір Скляров                                                                  | 7 із 9                                                       | кругова         |
| 18 | 1944    | Абрам Модель                                                                   | 8 із 9                                                       | кругова         |
| 19 | 1945    | В'ячеслав Рагозін                                                              | 17 із 22 (+15 −3 =4)                                         | кругова         |
| 20 | 1946    | Олександр Толуш                                                                | 11½ з 17 (+9 −3 =5)                                          | кругова         |
| 21 | 1947    | Георгій Лісіцин Олександр Толуш                                                | 11½ з 17 11½ з 17                                            | кругова         |
| 22 | 1948    | Марк Тайманов                                                                  | 12½ з 17                                                     | кругова         |
| 23 | 1949    | Віталій Чеховер                                                                | 13 із 18                                                     | кругова         |
| 24 | 1950    | Марк Тайманов                                                                  | 9½ з 13                                                      | кругова         |
| 25 | 1952    | Марк Тайманов                                                                  | 11½ з 13                                                     | кругова         |
| 26 | 1953    | Семен Фурман                                                                   | 10 із 13                                                     | кругова         |
| 27 | 1954    | Микола Копилов Олександр Толуш Семен Фурман                                    | 9 із 12 9 із 12 9 із 12                                      | кругова         |
| 28 | 1955    | Віктор Корчний                                                                 | 17 із 19                                                     | кругова         |
| 29 | 1956    | Павло Кондратьев                                                               | 10½ з 16 (+7 −2 =7)                                          | кругова         |
| 30 | 1957    | Віктор Корчний Семен Фурман                                                    | 14 із 18 14 із 18                                            | кругова         |
| 31 | 1958    | Ігор Рубель                                                                    | 12½ з 17                                                     | кругова         |
| 32 | 1959    | Борис Спаський                                                                 | 14 із 17 (+11 −0 =6)                                         | кругова         |
| 33 | 1960    | Володимир Шишкін                                                               | 12 із 17 (+10 −3 =4)                                         | кругова         |
| 34 | 1961    | Борис Спаський Марк Тайманов                                                   | 13 із 18                                                     | кругова         |
| 35 | 1962    | Костянтин Кламан                                                               | 9½ з 13                                                      | кругова         |
| 36 | 1963    | Борис Владіміров                                                               | 9 із 13                                                      | кругова         |
| 37 | 1964    | Віктор Корчний                                                                 | 15 із 17                                                     | кругова         |
| 38 | 1965    | Володимир Карасьов Вадим Файбісович                                            | 11½ з 16 11½ з 16                                            | кругова         |
| 39 | 1966    | Євген Рубан                                                                    | 9½ з 13                                                      | кругова         |
| 40 | 1967    | В. Биков М. Цейтлін Олександр Черепков                                         | 10 із 15 (+6 −1 =8) 10 із 15 (+7 −2 =6) 10 із 15 (+5 −0 =10) | кругова         |
| 41 | 1968    | Биков В'ячеслав Оснос Олександр Черепков                                       | 12½ з 17 12½ з 17 12½ з 17                                   | кругова         |
| 42 | 1969    | Вадим Файбісович                                                               | 10½ з 16                                                     | кругова         |
| 43 | 1970    | Володимир Карасьов Марк Цейтлін                                                | 11½ з 17 11½ з 17                                            | кругова         |
| 44 | 1971    | В'ячеслав Оснос                                                                | 9 із 13                                                      | кругова         |
| 45 | 1972    | Андрій Лукін                                                                   | 11½ з 17                                                     | кругова         |
| 46 | 1973    | Марк Тайманов                                                                  | 9 із 14 (+6 −2 =6)                                           | кругова         |
| 47 | 1974    | Володимир Карасьов                                                             | 10½ з 15                                                     | кругова         |
| 48 | 1975    | Марк Цейтлін                                                                   | 10½ з 15                                                     | кругова         |
| 49 | 1976    | Марк Цейтлін                                                                   | 11 із 15                                                     | кругова         |
| 50 | 1977    | Вадим Файбісович                                                               | 10½ з 16 (+7 −2 =7)                                          | кругова         |
| 51 | 1978    | Андрій Лукін Марк Цейтлін                                                      | 12½ з 17 12½ з 17                                            | кругова         |
| 52 | 1979    | Ігор Половодін Цейтлін Владислав Воротніков                                    | 11½ з 17 11½ з 17 11½ з 17                                   | кругова         |
| 53 | 1980    | В'ячеслав Оснос                                                                | 12 із 17                                                     | кругова         |
| 54 | 1981    | Андрій Лукін                                                                   | 12½ з 17                                                     | кругова         |
| 55 | 1982    | Володимир Карасьов Андрій Лукін Олександр Черепков Цейтлін                     | 11 із 16 11 із 16 11 із 16                                   | кругова         |
| 56 | 1983    | Андрій Лукін                                                                   | 11 із 17                                                     | кругова         |
| 57 | 1984    | Леонід Юдасін                                                                  | 13 із 17                                                     | кругова         |
| 58 | 1985    | Владислав Воротніков Олексій Єрмолинський                                      | 11 із 15 11 із 15                                            | кругова         |
| 59 | 1986    | Євген Соложенкін                                                               | 9½ з 15                                                      | кругова         |
| 60 | 1987    | Володимир Єпішин                                                               | 11½ з 16                                                     | кругова         |
| 61 | 1988    | Андрій Лукін                                                                   | 10 із 15                                                     | кругова         |
| 62 | 1989    | Олексій Юнєєв                                                                  | 8 із 13                                                      | кругова         |
| 63 | 1990    | Костянтин Сакаєв Олексій Іванов                                                | 8½ з 13                                                      | кругова         |
| 64 | 1991    | Сергій Іванов                                                                  | 10 із 13                                                     | кругова         |

## Чемпіонат Санкт-Петербурга від 1992 до 2011

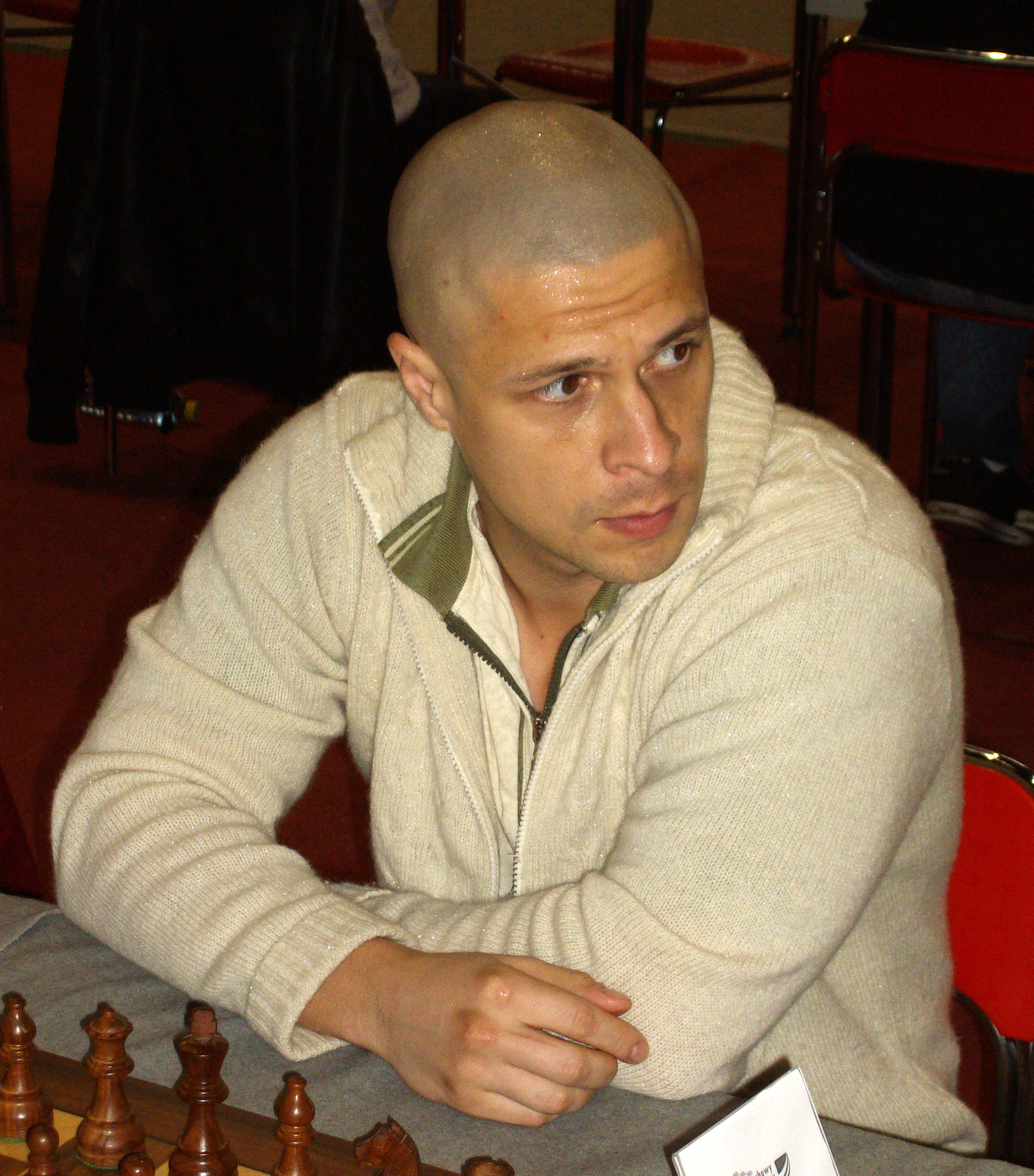
Василь Ємелін

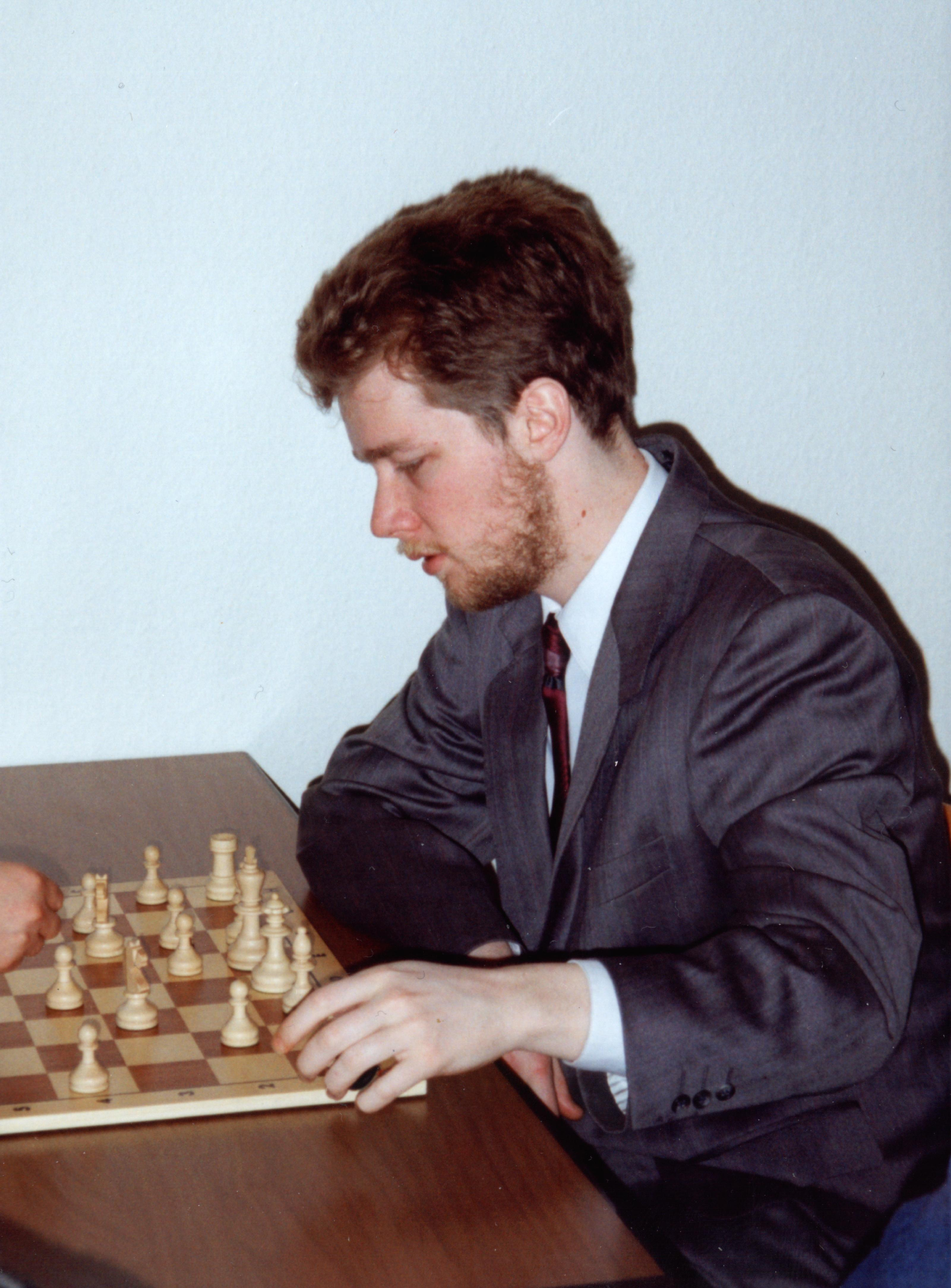
Олександр Халіфман

| №  | Рік  | Чемпіон()          | Результат          | Система турніру            |
| -- | ---- | ------------------ | ------------------ | -------------------------- |
| 65 | 1992 | Сергій Іванов      | 8½ з 11 (+ − =)    | швейцарська (46 учасників) |
| 66 | 1993 | Василь Ємелін      | 8½ з 11 (+ − =)    | швейцарська (46 учасників) |
| 67 | 1994 | Сергій Іванов      | 9 із 11 (+ − =)    | кругова                    |
| 68 | 1995 | Петро Свідлер      | 8½ з 12 (+5 −0 =7) | кругова                    |
| 69 | 1996 | Олександр Халіфман | 9 із 13 (+5 −0 =8) | кругова                    |
| 70 | 1997 | Олександр Халіфман | 6½ з 9 (+4 −0 =5)  | швейцарська (34 учасники)  |
| 71 | 1998 | Євген Соложенкін   | 9½ з 13 (+6 −0 =7) | кругова                    |
| 72 | 1999 | Євген Шапошников   | 6½ з 9 (+5 −1 =3)  | швейцарська (28 учасників) |
| 73 | 2000 | Валерій Логінов    | 7 із 11 (+5 −2 =4) | кругова                    |
| 74 | 2001 | Валерій Попов      | 7½ з 11 (+5 −1 =5) | кругова                    |
| 75 | 2002 | Василь Ємєлін      | 7 із 9 (+5 −0 =4)  | кругова                    |
| 76 | 2003 | Денис Євсєєв       | 8 із 12 (+4 −0 =8) | кругова                    |
| 77 | 2004 | Валерій Логінов    | 7 із 10 (+4 −0 =6) | кругова                    |
| 78 | 2005 | Валерій Логінов    | 8 із 11 (+6 −1 =4) | кругова                    |
| 79 | 2006 | Валерій Попов      | 8 із 11 (+6 −1 =4) | кругова                    |
| 80 | 2007 | Марат Макаров      | 6½ з 11 (+2 −0 =9) | кругова                    |
| 81 | 2008 | Олексій Гоганов    | 9½ з 13            | кругова                    |
| 82 | 2009 | Максим Матлаков    | 6½ з 10 (+4 −1 =5) | кругова                    |
| 83 | 2010 | Ільдар Хайруллін   | 7 із 11 (+3 −0 =8) | кругова                    |
| 84 | 2011 | Василь Ємєлін      | 8 із 11 (+6 −1 =4) | кругова                    |